# Adama Traoré (football, 1990)
Pour les articles homonymes, voir Adama Traoré et Traoré.
Adama Traoré, né le 3 février 1990 à Bondoukou en Côte d'Ivoire, est un footballeur international ivoirien qui évolue au poste de défenseur gauche. Il possède également la nationalité australienne.

## Biographie

### En club
Adama commence sa carrière dans son pays natal. Il effectue son apprentissage au Celtic Football Académie (CFA) de Bondoukou puis il joue pour l'École de football Yéo Martial. En 2009, il signe un contrat de trois ans avec le club de la A-League le Gold Coast United, après avoir impressionné lors des matchs d'essai. En.effet, le Gold Coast United l'a invité pour un essai après avoir regardé ses performances durant le Tournoi de Toulon 2007.  
En 2012, le Gold Coast United perd sa licence pour jouer en A-League. Il est annoncé le 15 mars 2012, qu'Adama a signé un contrat de deux ans avec le club de Melbourne Victory. Il y fait ses débuts lors de la première journée du championnat contre le Melbourne Heart, une défaite de 2-1. Le 9 mars 2013, Adama a subi une grosse blessure, la rupture du ligament qui l'a écarté des terrains pour le reste de la saison 2012-13. 
Le plus prestigieux prix décerné à un joueur du Melbourne Victory, la médaille de la Victoire, est attribué à Adama Traoré à la fin de la saison le 10 mai 2014. 
Le 14 juin 2014, il est annoncé que le club portugais du Vitória Guimarães a signé Adama sur un contrat de plusieurs années. À Guimarães, il est un titulaire indiscutable et montre des performances solides en première division portugaise.
Après seulement une demi-saison, le champion de Suisse, le FC Bâle, s'intéresse à lui et acquiert ses services. Avec le FC Bâle, Adama Traoré reçoit l'occasion de découvrir la Ligue d'Europe. Traoré fait ses débuts en Suisse comme milieu gauche contre les Young Boys de Berne (défaite 2 à 4). En fin de saison, Adama Traoré et son.équipe sont devenus champions de Suisse.

### En équipe nationale
Avec la Côte d'Ivoire des moins de 20 ans, Adama participe à la CAN junior 2007, au Tournoi de Toulon 2007 et au Tournoi de l'UEMOA 2007. Il joue 7 matchs avec les sélections junior de la Côte d'Ivoire.
Le 8 avril 2014, Adama Traoré obtient la nationalité australienne. Il est potentiellement sélectionnable pour deux sélections (la Côte d'Ivoire et l'Australie). Il y a des rumeurs que Traoré aimerait jouer pour les Socceroos, mais depuis son arrivée au FC Bâle en Suisse, Adama insiste que ce serait son rêve de jouer pour les éléphants de la Côte d'Ivoire.
En octobre 2015, Traoré obtient sa première possibilité de jouer un match avec l'Équipe nationale ivoirienne sous l'égide de l'entraîneur Michel Dussuyer. À la suite de la retraite de Siaka Tiéné, Adama Traoré prend sa place dans la formation ivoirienne et convainc l'entraîneur. Dussuyer le choisit aussi pour la Coupe d'Afrique 2017.

## Palmarès
- Championnat de Suisse : 2015,  2016 et 2017
- Coupe de Suisse : 2017

### Distinctions personnelles
- Membre de l'équipe type de l'A-League en 2013 et 2014

## Statistiques
| Saison                | Club                  | Championnat           | Championnat | Championnat | Coupe(s) nationale(s) | Coupe(s) nationale(s) | Compétition(s) continentale(s) | Compétition(s) continentale(s) | Compétition(s) continentale(s) | Playoffs | Playoffs | Total | Total |
| Saison                | Club                  | Division              | M.          | B.          | M.                    | B.                    | Comp.                          | M.                             | B.                             | M.       | B.       | M.    | B.    |
| 2009-2010             | Gold Coast United     | A-League              | 11          | 0           | -                     | -                     | -                              | -                              | -                              | -        | -        | 11    | 0     |
| 2010-2011             | Gold Coast United     | A-League              | 29          | 2           | -                     | -                     | -                              | -                              | -                              | 2        | 0        | 31    | 2     |
| 2011-2012             | Gold Coast United     | A-League              | 27          | 1           | -                     | -                     | -                              | -                              | -                              | -        | -        | 27    | 1     |
| Sous-total            | Sous-total            | Sous-total            | 67          | 3           | -                     | -                     | -                              | -                              | -                              | 2        | 0        | 69    | 3     |
| 2012-2013             | Melbourne Victory     | A-League              | 22          | 0           | -                     | -                     | -                              | -                              | -                              | -        | -        | 22    | 0     |
| 2013-2014             | Melbourne Victory     | A-League              | 24          | 1           | -                     | -                     | ACL                            | 4                              | 0                              | 2        | 0        | 30    | 1     |
| Sous-total            | Sous-total            | Sous-total            | 46          | 1           | -                     | -                     | -                              | 4                              | 0                              | 2        | 0        | 52    | 1     |
| 2014-2015             | Vitoria Guimarães     | Primeira Liga         | 15          | 0           | 3                     | 0                     | -                              | -                              | -                              | -        | -        | 18    | 0     |
| Sous-total            | Sous-total            | Sous-total            | 15          | 0           | 3                     | 0                     | -                              | -                              | -                              | -        | -        | 18    | 0     |
| 2014-2015             | FC Bâle               | Super League          | 11          | 0           | 2                     | 0                     | -                              | -                              | -                              | -        | -        | 13    | 0     |
| 2015-2016             | FC Bâle               | Super League          | 24          | 1           | 2                     | 0                     | C1+C3                          | 1+4                            | 0                              | -        | -        | 31    | 1     |
| 2016-2017             | FC Bâle               | Super League          | 23          | 0           | 3                     | 1                     | C1                             | 6                              | 0                              | -        | -        | 32    | 1     |
| Sous-total            | Sous-total            | Sous-total            | 58          | 1           | 7                     | 1                     | -                              | 11                             | 0                              | -        | -        | 76    | 2     |
| Total sur la carrière | Total sur la carrière | Total sur la carrière | 186         | 5           | 10                    | 1                     | -                              | 15                             | 0                              | 4        | 0        | 215   | 6     |